# Градина (Постење)
Градина је археолошко налазиште у месту Постење, у граду Новом Пазару, у Рашкој Жупи. На овом локалитету су откривени остаци утврђења из 4. века. Налазиште је уписано у централни регистар 1991. године. 
Археолошка истраживања локалитета вршена су 1982. 1983. и 1984. године. Откривени су остаци бедема, који имају елипсоидну основу и прате конфигурацију терена.
Сондажна ископавања потврдила су да је Градина вишеслојни локалитет и да постоји готово непрекинди континуитет насељавања овог простора од гвозденог доба до средњег века.
Јованка Калић је предложила ово налазиште као алтернативно решење за локацију града Раса, који је првобитно идентификован са Градином над Пазариштем, што је предложио је средином 19. века А. Хиљфердинг, а касније су је прихватили и Јован Цвијић, Константин Јиречек и Стојан Новаковић. На убдикацију Градине у Постењу указује близина рановизантијских објеката и Петрове цркве за коју се сматра да је била стоно место.
На Градини над Пазариштем су такође откривени су остаци каменог утврђења, као и других објеката.